# Ligue de diamant 2010 - 800 m masculin
Navigation
2011
Le 800 mètres masculin de la Ligue de Diamant 2010 s'est déroulé du 14 mai au 27 août 2010. La compétition a successivement fait étape à Doha, Oslo, New York, Lausanne, Paris et Stockholm, la finale se déroulant à Bruxelles. L'épreuve est remportée par le Kényan David Rudisha.

## Calendrier
| Date            | Meeting                         | Ville     | Pays       |
| --------------- | ------------------------------- | --------- | ---------- |
| 14 mai 2010     | Qatar Athletic Super Grand Prix | Doha      | Qatar      |
| 4 juin 2010     | Bislett Games                   | Oslo      | Norvège    |
| 12 juin 2010    | Meeting de New York             | New York  | États-Unis |
| 8 juillet 2010  | Athletissima                    | Lausanne  | Suisse     |
| 16 juillet 2010 | Meeting Areva                   | Paris     | France     |
| 6 août 2010     | DN Galan                        | Stockholm | Suède      |
| 27 août 2010    | Mémorial Van Damme              | Bruxelles | Belgique   |

## Faits marquants
Le Kényan David Lekuta Rudisha remporte le meeting de Doha, première épreuve du circuit, et établit à l'occasion la meilleure performance mondiale de l'année sur 800 m avec le temps de 1 min 43 s 00, devançant notamment son compatriote Asbel Kiprop. Rudisha établit une nouvelle meilleure marque mondiale en 1 min 42 s 04 quinze jours plus tard à Oslo, échouant à 3 centièmes de secondes seulement de son record personnel. Il devance à l'issue de l'ultime sprint le Soudanais Abubaker Kaki, auteur d'un nouveau record national, et le Polonais Marcin Lewandowski. Le 12 juin, le champion du monde sud-africain Mbulaeni Mulaudzi remporte le Meeting de New York dans le temps de 1 min 44 s 38, devançant finalement l'Américain Nick Symmonds.

## Résultats
| Date | Meeting   | 1er                              | 1er   | 2e                                   | 2e    | 3e                                   | 3e    |
| --- | --------- | -------------------------------- | ----- | ------------------------------------ | ----- | ------------------------------------ | ----- |
| 14 mai 2010 | Doha      | David Rudisha 1 min 43 s 00 (WL) | 4 pts | Asbel Kiprop 1 min 43 s 45           | 2 pts | Amine Laâlou 1 min 43 s 71           | 1 pt  |
| 4 juin 2010 | Oslo      | David Rudisha 1 min 42 s 04 (WL) | 4 pts | Abubaker Kaki 1 min 42 s 23 (NR)     | 2 pts | Marcin Lewandowski 1 min 44 s 56     | 1 pt  |
| 12 juin 2010 | New York  | Mbulaeni Mulaudzi 1 min 44 s 38  | 4 pts | Nick Symmonds 1 min 45 s 05          | 2 pts | Alfred Kirwa Yego 1 min 45 s 46      | 1 pt  |
| 8 juillet 2010 | Lausanne  | David Rudisha 1 min 43 s 25      | 4 pts | Mbulaeni Mulaudzi 1 min 43 s 58 (SB) | 2 pts | Alfred Kirwa Yego 1 min 43 s 97 (SB) | 1 pt  |
| 16 juillet 2010 | Paris     | Abubaker Kaki 1 min 43 s 50      | 4 pts | Mbulaeni Mulaudzi 1 min 44 s 11      | 2 pts | Marcin Lewandowski 1 min 44 s 40     | 1 pt  |
| 6 août 2010 | Stockholm | Marcin Lewandowski 1 min 45 s 06 | 4 pts | Jackson Kivuva 1 min 45 s 28         | 2 pts | Boaz Lalang 1 min 45 s 31            | 1 pt  |
| 27 août 2010 | Bruxelles | David Rudisha 1 min 43 s 50      | 8 pts | Abubaker Kaki 1 min 43 s 84          | 4 pts | Boaz Lalang 1 min 44 s 29            | 2 pts |
| Records et Performances - AR : Record continental (area record) - CR : Record des championnats (championship record) - MR : Record du meeting (meet record) - NR : Record national (national record) - OR : Record olympique (olympic record) - PR : Record paralympique (paralympic record) - PB : Record personnel (personal best) - SB : Meilleure performance personnelle de la saison (season's best) - WL : Meilleure performance mondiale de l'année (world leader) - WJR : Record du monde junior (world junior record) - WR : Record du monde (world record) Circonstances et Conditions - DNF : N'a pas terminé (did not finish) - DNS : N'a pas pris le départ (did not start) - DQ : Disqualification (disqualification) - NM : Aucun essai valable enregistré (No Mark) - Q : Qualifié « directement » au prochain tour (ou à la prochaine compétition), lors d'une compétition majeure, grâce au classement ou à la réalisation des minima (automatic qualifier) - q : Qualifié au prochain tour (ou à la prochaine compétition), lors d'une compétition majeure, grâce au repêchage ou à la réalisation de l'une des meilleures performances parmi celles des « non qualifiés directement » (grâce au meilleur temps ou à la meilleure distance par exemple) (secondary qualifier) |           |                                  |       |                                      |       |                                      |       |

## Classement général

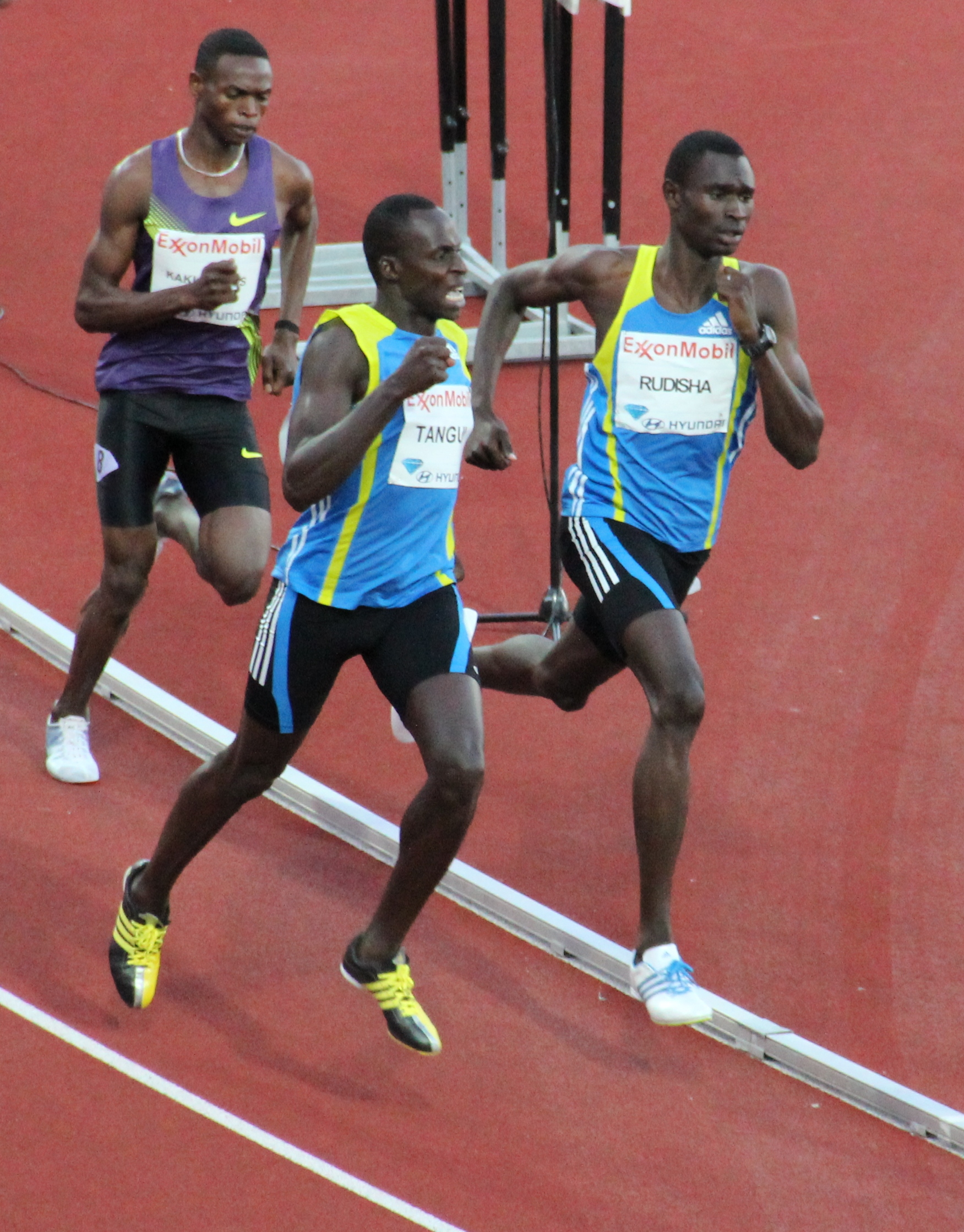
David Rudisha (à droite) le 4 juin 2010 lors de sa victoire au meeting d'Oslo.

| Rang | Athlète                                                     | Points |
| ---- | ----------------------------------------------------------- | ------ |
| 1    | David Rudisha                                               | 20     |
| 2    | Abubaker Kaki                                               | 10     |
| 3    | Mbulaeni Mulaudzi                                           | 8      |
| 4    | Marcin Lewandowski                                          | 5      |
| 5    | Boaz Lalang                                                 | 3      |
| 6    | Asbel Kiprop Jackson Kivuva Nick Symmonds Alfred Kirwa Yego | 2      |
| 10   | Amine Laâlou                                                | 1      |